# Neoscolecithrix japonica
Neoscolecithrix japonica is een eenoogkreeftjessoort uit de familie van de Tharybidae. De wetenschappelijke naam van de soort is voor het eerst geldig gepubliceerd in 2003 door Ohtsuka, Boxshall & Fosshagen.